# إلسنبورغ
ايلزنبرغ (بالألمانية: Ilsenburg) هي بلدة ألمانية تقع في ألمانيا في ساكسونيا أنهالت. يقدر عدد سكانها بـ 9,905 نسمة .

## المدن التوأمة
مدن باد هاغزبورغ وبريمن هي مدن توأمة لـايلزنبرغ.

## أعلام
- والتر شوت